# CARTA HOLDINGS
株式会社CARTA HOLDINGS（カルタホールディングス、英: CARTA HOLDINGS Inc.）は、東京都港区に本社を置き、デジタルマーケティング事業とインターネット関連サービス事業を手がける子会社を統括する日本の企業。
電通グループ傘下の純粋持株会社。

## 概要
1999年に、尾関茂雄によりアクシブドットコムとして創業後、2011年10月、ECナビを経て、VOYAGE GROUPに社名変更。サイバーエージェントの子会社を経て独立（代表取締役社長執行役員の宇佐美進典は一時期、サイバーエージェントの技術部門担当役員を務めていた）。
主な事業としては、デジタルマーケティング事業とインターネット関連サービス事業を営む。デジタルマーケティング事業としては、クライアント、広告代理店、メディア/プラットフォームに対して様々なマーケティングサービスを行っている。インターネット関連サービス事業においては、メディアやEC、人材関連サービスなどインターネットを活用した様々な事業を展開。
2018年11月、電通からの資本参加によりサイバー・コミュニケーションズとの経営統合を発表。2019年1月、社名を株式会社CARTA HOLDINGSに改め、代表取締役会長に宇佐美進典、代表取締役社長に新澤明男が就任した。2024年からは代表取締役を1名に変更し、代表取締役社長執行役員に宇佐美進典が就任。

## 沿革
参照：

### アクシブドットコム
- 1999年（平成11年）10月 - 株式会社アクシブドットコムを設立。
- 1999年（平成11年）11月 - 懸賞サイト「MyID」をオープン。
- 2001年（平成13年）2月 - プライバシーマークを取得。
- 2001年（平成13年）9月 - サイバーエージェントの連結子会社となる。
- 2002年（平成14年）5月 - 懸賞情報一括投稿サービス「My Promotion」がオープン。
- 2002年（平成14年）11月 - 女性向けサイト「@woman」の営業権を、ジービーネクサイトより譲受。
- 2004年（平成16年）7月 - 価格比較サイト「ECナビ｣をオープン。「MyID」を「ECナビ懸賞」にリニューアル

### ECナビ
- 2005年（平成17年）10月 - 株式会社ECナビに商号変更、同時に社屋を渋谷区神泉町に移転
- 2005年（平成17年）11月 - リサーチ事業を、リサーチパネルとして分社化。
- 2007年（平成19年）1月 - サイバーエージェントと共同で、ポイント交換サービス「PeX」のPeX（現・DIGITALIO）を設立。
- 2009年（平成21年）8月 - インフォニックスと協業で、携帯電話の音声通話事業に参入（その後、2013年2月28日にサービス終了）[3]。KDDI・沖縄セルラー電話をMVNO、インフォニックスをMVNEとした「ECナビケータイ」ブランド。
- 2010年（平成22年）10月 - adingo（現・fluct）にてSSPの「fluct」をサービス開始。
- 2011年（平成23年）4月 - Zucks（現・CARTA MARKETING FIRM）を設立。

### VOYAGE GROUP
- 2011年（平成23年）10月 - 株式会社VOYAGE GROUPに商号変更。
- 2012年（平成24年）5月 - MBOによるサイバーエージェントからの独立を発表。
- 2012年（平成24年）6月15日 - 投資ファンドがVOYAGE GROUPの発行済み株式62%を取得（サイバーエージェントの連結子会社から離脱）。
- 2012年（平成24年）9月 - ニュース配信サイト「瞬刊!リサーチNEWS」をオープン。
- 2014年（平成26年）7月 - 東証マザーズ市場に上場。
- 2015年（平成27年）4月 - ドゥ・ハウスに出資。Kauliの全株式を取得（2015年12月、fluctに合併）。
- 2015年（平成27年）9月 - 東証第1部市場に市場変更。
- 2016年（平成28年）4月 - ゴールドスポットメディアを買収（2017年10月、fluctに合併）。
- 2017年（平成29年）11月 - ゲーム情報メディア「神ゲー攻略」の運営子会社として、VOYAGE Lighthouse Studioを設立

### CARTA HOLDINGS
- 2019年（平成31年）1月 - 電通系の大手インターネット広告のサイバー・コミュニケーションズ（CCI）と経営統合により、持株会社に移行[4]。旧社名のVOYAGE GROUPから、株式会社CARTA HOLDINGSに変更[5]。

| ① 初代VOYAGE GROUP（初代VG）が、CCIの全株式を取得。 |  | ② 初代VGの事業部門を、2代目VOYAGE GROUP（2代目VG）として分社化。 |

- 2019年（平成31年）5月 - 渋谷ソラスタに本社を移転。
- 2020年（令和2年）2月 - OKPRホールディングスから、デジタルコミュニケーション・PR事業を譲り受け、OKPRを新設[6]。
- 2021年（令和3年）1月 - 運用型テレビCMサービスの子会社として、テレシーを設立。
- 2021年（令和3年）7月 - 連結子会社のCCIが事業部門を、CARTA COMMUNICATIONSとして分社化。
- 2022年（令和4年）1月 - 連結子会社のCCIと、2代目VGの子会社経営管理機能を吸収。

| ① 2代目VGの事業部門を、CARTA COMMUNICATIONSに統合。 |  | ② CARTA HDが中間持株会社のCCIと、2代目VGの両社を吸収合併。 |

- 2022年（令和4年）4月 - 東証の市場区分の変更に伴い、プライム市場に移行。
- 2022年（令和4年）10月 - 連結子会社のZacks、ATRAC、PORTO、CARTA AGEの4社合併により、CARTA MARKETING FILMを設立。
- 2023年（令和5年）12月 - 虎ノ門ヒルズステーションタワーに本社を移転。
- 2025年（令和7年）7月1日 - 連結子会社のCARTA COMMUNICATIONS、CARTA MARKETING FIRM、Barrizの3社合併により、CARTA ZEROを設立[7][8][9]。

## 連結子会社
- 株式会社CARTA ZERO - CARTA COMMUNICATIONS、CARTA MARKETING FIRM、Barrizの3社合併により誕生した統合デジタルマーケティング会社
- 株式会社テレシー - 運用型テレビCMサービス
- 株式会社DataCurrent
- Zucks China,Inc.
- 株式会社Barriz
- 株式会社ビズテーラー・パートナーズ
- 株式会社DIGITALIO - ポイントサイト「ECナビ」、ポイント交換サイト「PeX」、検索サービス「コトバンク」、マンガ百科事典「マンガペディア」等の企画・運営。
- 株式会社リサーチパネル
- 株式会社デジクル
- 株式会社Lighthouse Studio
- 株式会社ヨミテ
- 株式会社Dot LIFE（旧rakanu）
- 株式会社サポーターズ
- 株式会社CARTA VENTURES